# Clarence Raymond Adams
Clarence Raymond Adams (* 10. April 1898 in Cranston (Rhode Island); † 15. Oktober 1965) war ein US-amerikanischer Mathematiker, der sich mit Analysis und speziell partiellen Differenzengleichungen befasste.
Adams besuchte die Cranston High School und studierte ab 1915 an der Brown University zunächst Wirtschaft, wechselte dann aber zur Mathematik mit dem Abschluss 1918 und wurde 1922 an der Harvard University bei George David Birkhoff promoviert. Thema der Dissertation waren partielle Differenzengleichungen (The General Theory of the Linear Partial q-Difference Equation and of the Linear Partial Difference Equation of the Intermediate Type). Als Post-Doktorand war er als Sheffield Traveling Scholar der Harvard University bei Tullio Levi-Civita an der Universität Rom (La Sapienza) und bei Richard Courant an der Universität Göttingen. 1923 wurde er Instructor an der Brown University, an der er 1936 eine volle Professur erhielt. 1942 bis 1960 stand er der Mathematikfakultät vor und 1965 wurde er emeritiert.
Zu seinen Doktoranden gehören Anthony Morse und James A. Clarkson. 1932 wurde Adams in die American Academy of Arts and Sciences gewählt, er war Mitglied und Vizepräsident der American Mathematical Society, sowie Mitglied des Vorstands der Mathematical Association of America.
1922 heiratete er die Mathematikerin Rachel Blodgett, die ihn auf seinen Forschungsreisen begleitete.

## Schriften
- The general theory of a class of linear partial q-difference equations, Trans. Amer. Math. Soc., Band 26, 1924, S. 283–312
- On the linear ordinary q-difference equations, Annals of Mathematics, Band 30, 1929, S. 195–205
- On the linear partial q-difference equations of general type, Trans. Amer. Math. Soc., Band 31, 1929, S. 360–371
- Linear q-difference equations, Bulletin Amer. Math. Soc., Band 37, 1931, S. 361–400
- Transformations of double sequences with application to Cesàro summability of double series, Bull. Amer. Math. Soc., Band 37, 1931, S. 741–748